# Blizna (osada leśna w województwie podlaskim)
Blizna – osada leśna w Polsce położona w województwie podlaskim, w powiecie augustowskim, w gminie Nowinka.